# 吉田修平
吉田修平（1964年2月11日—）、日本實業家。2008年至2019年，他曾担任索尼互动娱乐公司SIE全球工作室总裁，之后转入其他SIE相关项目。吉田从1993年开始加入索尼互动娱乐公司，从最初的概念开始，就一直是PlayStation品牌的重要成员。

## 經歷
- 1986年進入索尼。
- 1993年11月，作为初始成员之一加入索尼电脑娱乐。
- 2008年5月16日擔任索尼電腦娛樂全球工作室总裁。

2019年11月7日，索尼宣布，在公司改组中，吉田已辞去SIE全球工作室总裁一职，成为一个新成立的计划的负责人，该计划将专注于培养外部独立创作者。新计划将重点支持那些为游戏行业创造「新的和意想不到的」体验的外部开发者，接替他的是Guerrilla Games前工作室负责人赫尔曼·霍尔斯特（Hermen Hulst）。
- 2025年1月15日从索尼离职。[4]

## 外部連結
- Shuhei Yoshida的X（前Twitter）